# شهرستان سیشوی
شهرستان سیشوی (به لاتین: Sishui County) یک شهرستان‌های جمهوری خلق چین در چین است که در جینینگ (شاندونگ) واقع شده‌است.
 شهرستان سیشوی   ۱۰۵ متر بالاتر از سطح دریا واقع شده‌است.